# Ilione corcyrensis
Ilione corcyrensis är en tvåvingeart som först beskrevs av Verbeke 1964.  Ilione corcyrensis ingår i släktet Ilione och familjen kärrflugor. Inga underarter finns listade i Catalogue of Life.